# Thymus moroderi
Thymus moroderi és una planta herbàcia endèmica del País Valencià i la Regió de Múrcia, a la costa de la mar Mediterrània, estretament emparentada amb la farigola (Thymus vulgaris L.). No ha de confondre's amb el romaní menor, Lavandula stoechas L., una espècie de lavanda, amb la qual té alguna semblança llunyana. En el català de la zona se l'anomena cantueso, cantauesso, timó de flor llarga, timó cabdellat o timó alacantí.
És una herba perenne, de tija subllenyosa i pubescent, d'escassa alçària. Presenta fulles simples, oposades, linears a ovades, de fins a 2 cm de llarg i color verd clar grisenc. Les flors formen inflorescències terminals, denses, de distintiu color violaci i forma globular, a l'extrem de llargs peduncles; presenten un calze asimètric, amb el llavi superior trilobat i l'inferior fes, i una corol·la tubular, de pocs mm de llarg, que excedeix les bràctees violàcies i els sèpals. Floreix entre abril i juny. El fruit és un aqueni.
Creix de forma silvestre en praderies i pedregars del sud de la província d'Alacant i Múrcia. Forma a vegades matolls monoespecífics de floració espectacular. Està protegit per a controlar la seua recol·lecció indiscriminada, ja que s'utilitzat per a fins comercials per a l'elaboració del licor anomenat cantueso, encara que la Unió Internacional per a la Conservació de la Natura (UICN) el considera fora de perill.